# Saxofón
El saxofón, también conocido como saxófono o simplemente saxo, es un instrumento musical cónico, de la familia de los instrumentos de viento-madera, generalmente hecho de latón, que consta de una boquilla con una caña simple al igual que el clarinete. Fue inventado por Adolphe Sax a principios de los años 1840. El saxofón se asocia comúnmente con la música popular, la música de big band y el jazz. A los intérpretes del instrumento se les llama saxofonistas o saxos, aunque esta última se emplea para denominar al propio instrumento de viento. Pueden ser de ocho tamaños distintos en función de su afinación: sopranino en fa o mi bemol, soprano en do o si bemol, contralto o alto en fa o mi bemol, tenor en do o si bemol, barítono en fa o mi bemol, bajo en do o si bemol, contrabajo y subcontrabajo en do o si bemol.
Se desconoce el origen de la inspiración que llevó a Sax a crear el instrumento, pero la teoría más extendida es que, basándose en el clarinete, instrumento que él tocaba, empezó a concebir la idea de construir un instrumento que tuviera la fuerza de uno de metal y las cualidades acústicas de uno de madera, una especie de "clarinete de metal". Pero después de un intenso trabajo de pruebas y experimentos sobre modificaciones para lograr una mayor sonoridad y un sonido más metálico, Sax se dio cuenta de que había construido un nuevo instrumento: el saxofón.

## Descripción

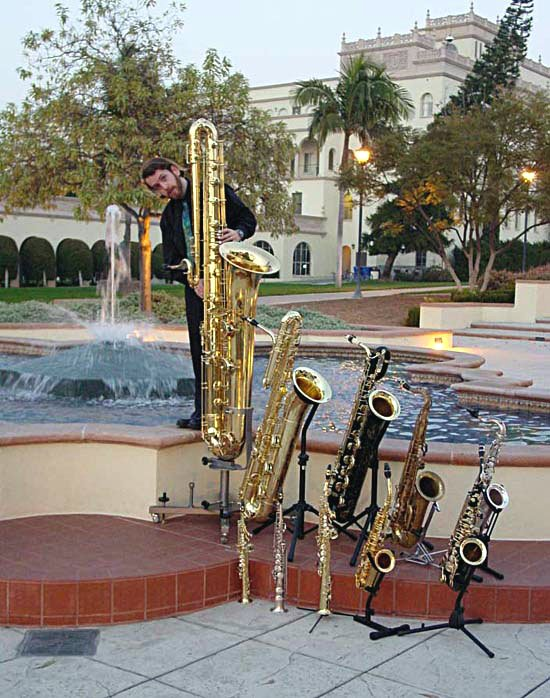
Diez miembros de la familia del saxofón:
- contrabajo en mi,
- bajo en si,
- barítono en mi,
- tenor en si,
- melódico en do,
- alto en mi,
- mezzosoprano en fa,
- soprano en si,
- soprano en do y
- sopranino en mi.

El cuerpo del saxofón está compuesto por un tubo cónico y delgado, comúnmente de latón, que se ensancha en su extremo para formar una campana. A lo largo del tubo existen entre 20 y 23 agujeros de tono de tamaño variable, incluyendo dos agujeros muy pequeños de octava para ayudar a la interpretación del registro superior, aunque estos no sean esencialmente necesarios para interpretar dicho registro. Estos agujeros están cubiertos por almohadillas, que presionan los agujeros para producir un sello hermético. En reposo, algunos agujeros están abiertos y otros están cerrados por las almohadillas, que se controlan mediante varias llaves con los dedos de ambas manos, mientras que el pulgar derecho se sitúa debajo de un soporte que ayuda a mantener el saxofón equilibrado. La digitación del saxofón es una combinación entre la digitación del oboe y el sistema Boehm, siendo muy similar a la digitación de la flauta travesera o el registro superior del clarinete. En los instrumentos más grandes, la palanca requerida para interpretar las notas más bajas (que habitualmente se tocan con los meñiques de ambas manos) es bastante grande, por lo que se introduce un conjunto de llaves adicional para permitir interpretar dichas notas con los pulgares.
El cuerpo cónico del saxofón le otorga propiedades más similares a las del oboe que al clarinete. El diseño más simple del saxofón es un tubo recto troncocónico y los saxofones sopranino y soprano tienen, por lo general, este diseño recto. Sin embargo, como los instrumentos con notas graves serían inaceptablemente largos si fueran totalmente rectos, por motivos ergonómicos los instrumentos más grandes, por lo general, incorporan un recodo en forma de U en el tercer agujero de tono más grave o ligeramente encima de él. Como esto causaría que la campana del instrumento señalara casi directamente hacia arriba, el final del instrumento es o biselado o inclinado ligeramente hacia adelante. Este recodo se ha convertido en un rasgo icónico de la familia del saxofón, hasta el punto de que el saxofón soprano, e incluso el sopranino, a veces están fabricados en el estilo curvo aun cuando no sea estrictamente necesario. En cambio, aunque los altos y tenores rectos también existen, son más raros. Sin embargo, lo más común es que los saxofones alto y tenor incorporen un recodo curvo encima del agujero de tono más alto, pero debajo de la llave de octava superior, inclinando la boquilla formando un ángulo recto. El barítono, el bajo y el contrabajo amplían la longitud del calibre principalmente por el plegado doble de esta sección.
Con una digitación sencilla, el saxofón moderno es generalmente considerado un instrumento fácil de aprender, especialmente cuando se procede de otros instrumentos de viento madera, aunque a pesar de esto se requiere una cantidad considerable de práctica y trabajo para alcanzar un sonido con color y correctamente afinado.

### Boquilla

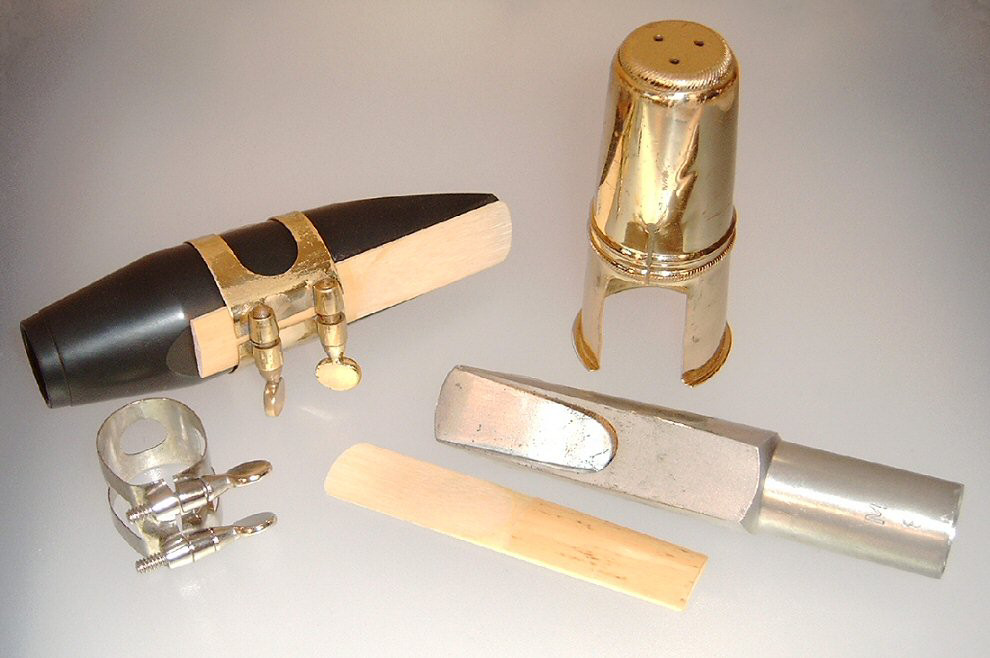
Dos boquillas para saxofón tenor, a la izquierda la de ebonita y a la derecha la de metal. En pie, el boquillero que se emplea para proteger la caña cuando no se está tocando el instrumento.

El saxofón usa una boquilla con una sola caña similar a la del clarinete, aunque es mayor la del saxofón y posee una cámara interior hueca redonda o cuadrada y es más amplia que la del clarinete. La boquilla del saxofón también carece de la ensambladura cubierta por corcho que tiene la boquilla del clarinete porque el tudel del saxofón se inserta directamente en la boquilla mientras que esa parte de la boquilla del clarinete es insertada en la parte superior del instrumento. La diferencia más importante entre una boquilla de saxofón y una boquilla de clarinete es que la boquilla de saxofón debería entrar en la boca en un ángulo mucho más inferior o plano que la del clarinete.
Las boquillas están fabricadas en una amplia variedad de materiales, las hay tanto metálicas como no metálicas. Las boquillas no metálicas son normalmente de ebonita, de plástico o de caucho duro, a veces de madera, y raras veces de cristal, de porcelana e incluso hueso. A las boquillas de metal algunos le atribuyen un sonido distintivo, descrito a menudo como "más brillante" que las no metálicas. Algunos músicos creen que las de plástico no producen un buen timbre. Otros saxofonistas, como el profesor Larry Teal, afirman que el material tiene poca repercusión en el sonido, si es que tiene alguna, y que son las dimensiones físicas las que le dan a la boquilla su color tímbrico.
Las boquillas con una cámara cóncava son las más cercanas al diseño original de Adolphe Sax y funcionan muy bien en la interpretación clásica, ya que producen un sonido más suave o menos desgarrador. Por el contrario, en el jazz y la música popular, los saxofonistas tocan a menudo con cañas normalmente flojas y con boquillas abiertas. Están adecuadas de manera que el bafle, o "techo", de la misma esté más cercano a la caña. Por esa razón se crea un flujo de aire más rápido. Esto produce un sonido más claro que acorta fácilmente las distancias existentes en una big band o entre instrumentos amplificados. Aunque las aberturas grandes, y el sonido resultante, están comúnmente asociadas con las boquillas metálicas, cualquier boquilla puede tener una. De esta manera se permite una mayor flexibilidad en la afinación, dando cabida a efectos como el bending, común en el jazz y el rock. Los intérpretes clásicos por lo general suelen optar por cañas más duras y por una boquilla con una abertura estrecha y un cámara más baja, produciendo un sonido más oscuro y estable (y más aviolinado).

### Cañas

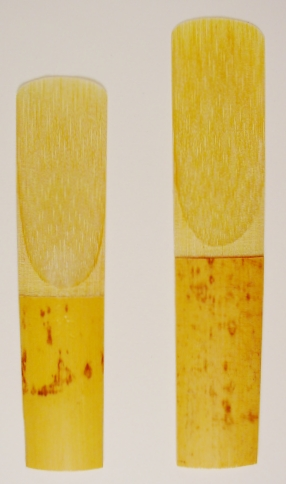
Dos cañas de lengüeta simples de un saxofón (alto y tenor).

Al igual que los clarinetes, los saxofones usan una única caña o lengüeta que son generalmente más anchas y más cortas que las del clarinete. Habitualmente, las lengüetas están fabricadas con caña común, pero desde el siglo XX también se han fabricado cañas de fibra de vidrio. Estas cañas son más duraderas pero generalmente se considera que tienen una menor calidad sonora. El tamaño de la caña también depende del tipo de saxofón (soprano, alto, tenor, barítono, bajo, contrabajo, etc.) al que está destinada.
Las cañas distribuidas comercialmente dependen de una gran serie de marcas, estilos y durezas. Cada saxofonista experimenta con cañas de dureza y material diferente para encontrar la adecuada a su boquilla, embocadura y estilo de interpretación. La dureza se mide habitualmente usando una escala numérica que va del 1 al 4 (con grados intermedios), siendo la 4 la más dura y 1 la más blanda (excepto en el saxofón barítono cuya numeración llega al 5). Normalmente a los principiantes se les recomienda la central, es decir la caña de 2 1/2. Las cañas están sujetas a la boquilla gracias a una abrazadera, que sujeta la caña en la boquilla, evitando el desplazamiento de esta a la hora de tocar.

### Material

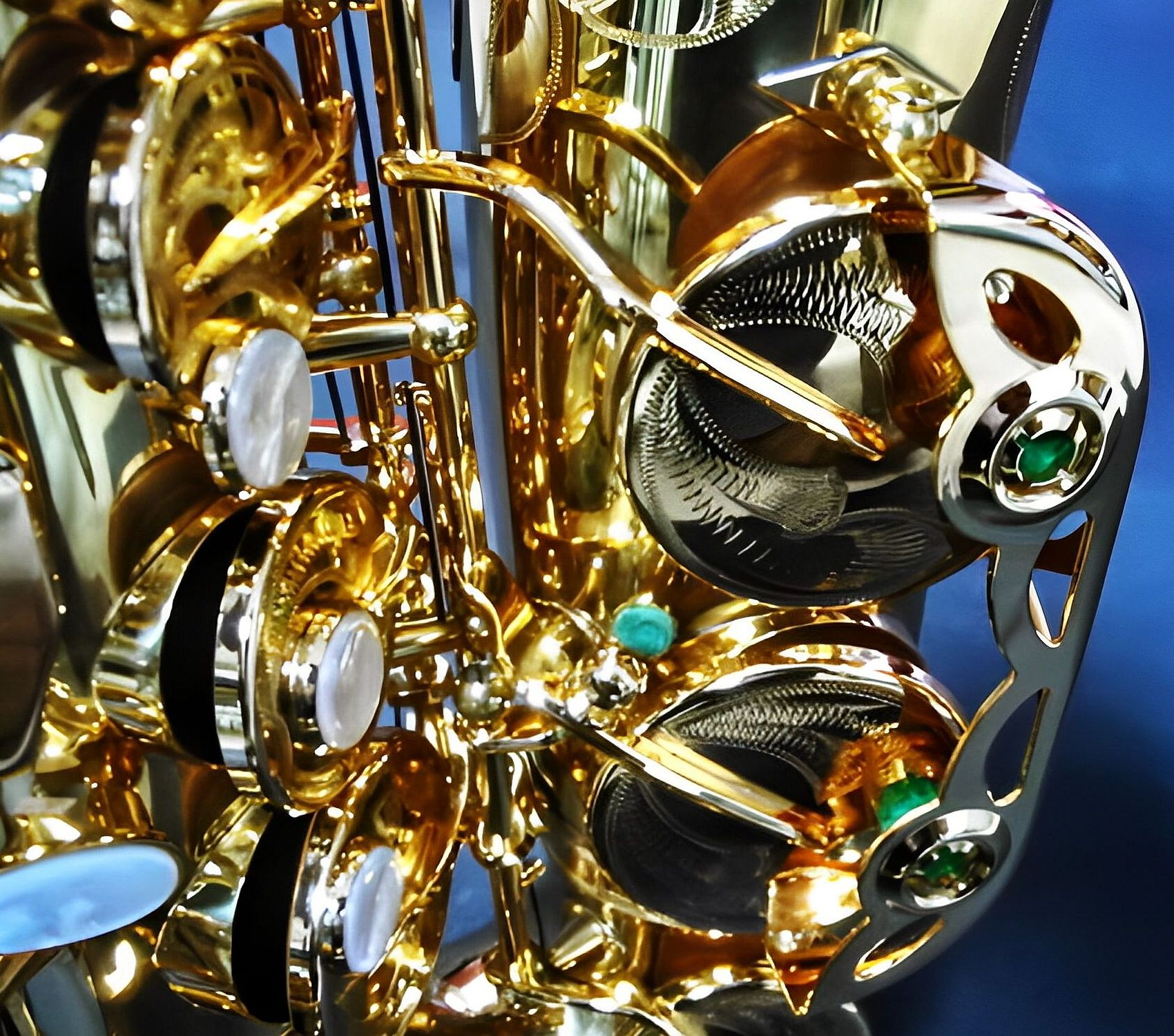
Parte inferior de un saxofón. Se pueden apreciar las llaves de tacto de nácar y las almohadillas (en color verde).

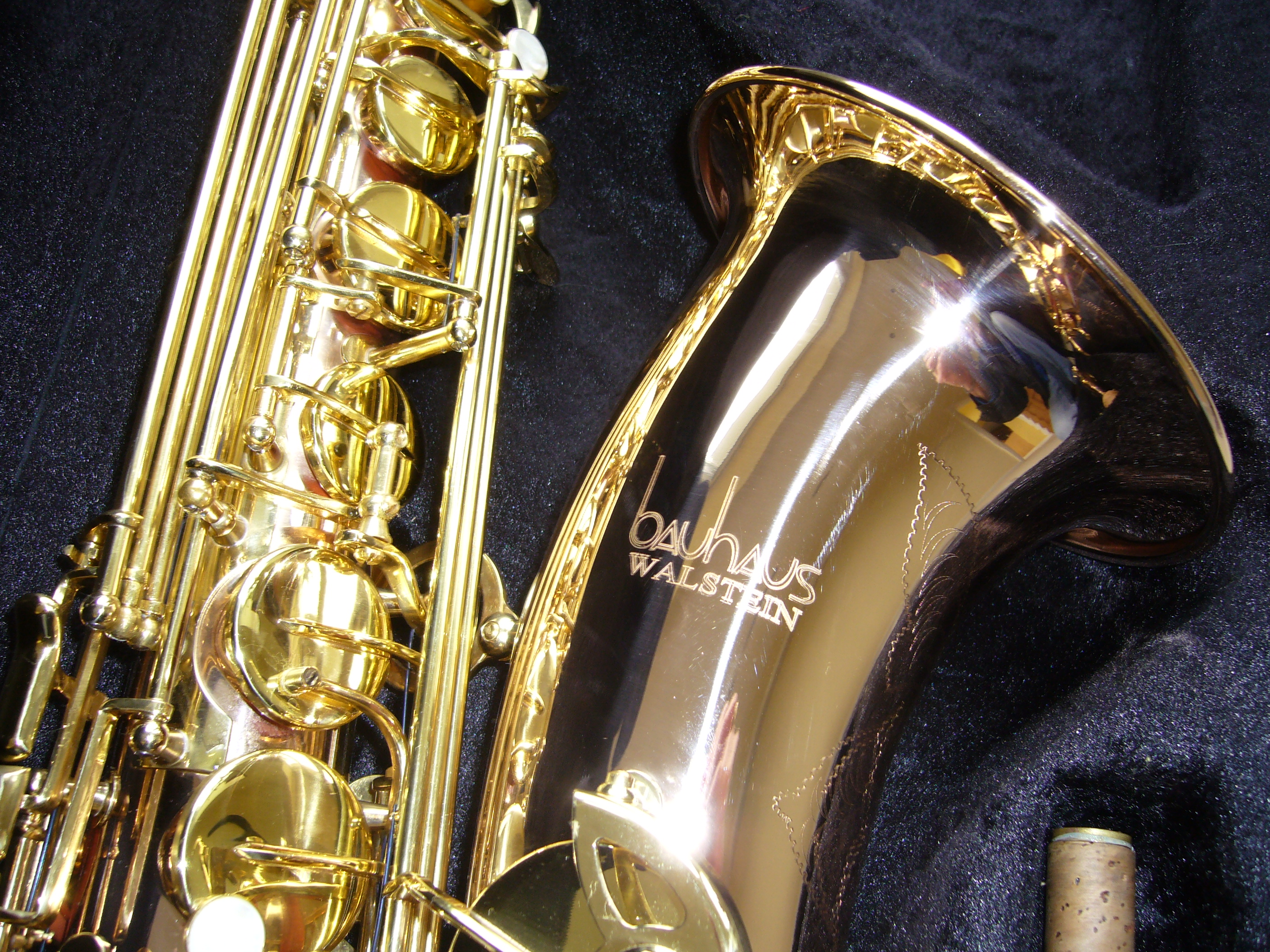
Un saxofón fabricado con bronce al fósforo.

La mayor parte de los saxofones, tanto los antiguos como los modernos, están fabricados en latón. A pesar de ello, son clasificados como instrumentos de viento-madera más que como instrumentos de viento-metal porque las ondas sonoras son producidas por una caña oscilante, no por los labios del intérprete contra una boquilla, como ocurre en los metales, y porque se producen notas diferentes abriendo y cerrando llaves. El latón es usado para fabricar el cuerpo del instrumento, el soporte de las almohadillas, las barras que unen las almohadillas a las llaves, las propias llaves y los soportes que sostienen las barras y llaves al cuerpo del instrumento. Los tornillos que unen las barras a los soportes y los muelles que hacen que las llaves vuelvan a su posición inicial después de ser liberadas, generalmente están fabricados de acero inoxidable. Desde 1920, la mayor parte de los saxofones tienen llaves de tacto (que son piezas decorativas lisas colocadas donde los dedos tocan el instrumento) fabricadas de plástico o de nácar.
Se ha intentado fabricar saxofones con otros materiales, con distintos grados de éxito, saxofón Grafton de plástico fabricado en los años 1950. Unas empresas, como Yanagisawa y Bauhaus Walstein, han construido modelos de saxofón de bronce al fósforo (una aleación de 3,5 al 10 % de cobre con un alto porcentaje de fósforo, superior al 1 %) debido a sus calidades tonales ligeramente diferentes de este material. Por ejemplo, aunque sus diseños sean idénticos dejando aparte el metal usado, el Yanagisawa A992 y el T992, fabricados con bronce al fósforo, suenan perceptiblemente "más oscuros" que el A991 y el T991, fabricados de latón. Un saxofón construido con bronce al fósforo es más pesado que uno de latón, debido a su contenido más alto de cobre, que le da una masa mayor. Tanto Yanagisawa como algunos otros fabricantes han fabricado cuellos de saxofón o instrumentos enteros con plata Sterling (plata de ley, aleación de 95% plata con cobre), cobre, alpaca o materiales sintéticos. Los saxofones de Canonball de Salt Lake City (Utah) usan principalmente metales sin cobre en sus procesos de fabricación; como por ejemplo el revestimiento de níquel negro anodizado. Julius Keilwerth desarrolló un saxofón con un cuerpo de alpaca como el de una flauta travesera, con un revestimiento de níquel negro.
Después de completar el instrumento, los fabricantes por lo general aplican un revestimiento fino de laca acrílica o son chapados en plata sobre el latón desnudo. La laca o el chapado sirven para proteger el metal de la oxidación y mantienen su aspecto brillante. A lo largo de los años se han usado diferentes tipos y colores para la superficie del instrumento. También es posible chapar el instrumento con níquel u oro. El chapado con oro de los saxofones es un proceso caro porque el oro no se adhiere directamente al metal. Por consiguiente, el metal es cubierto en primer lugar de plata (que se adhiere al instrumento) y luego chapado de oro sobre la capa de plata.
Hay quienes argumentan que el tipo de lacado o chapado, o su ausencia, puede realzar la calidad sonora de un instrumento. Los posibles efectos de los diferentes acabados sobre el tono son un asunto fuertemente discutido, no menor porque otras variables pueden afectar los timbres de un instrumento, como por ejemplo el diseño de la boquilla y las características físicas del intérprete. En cualquier caso, el hecho de que constituya un tono agradable es un asunto de preferencia personal y los gustos varían.

## Historia

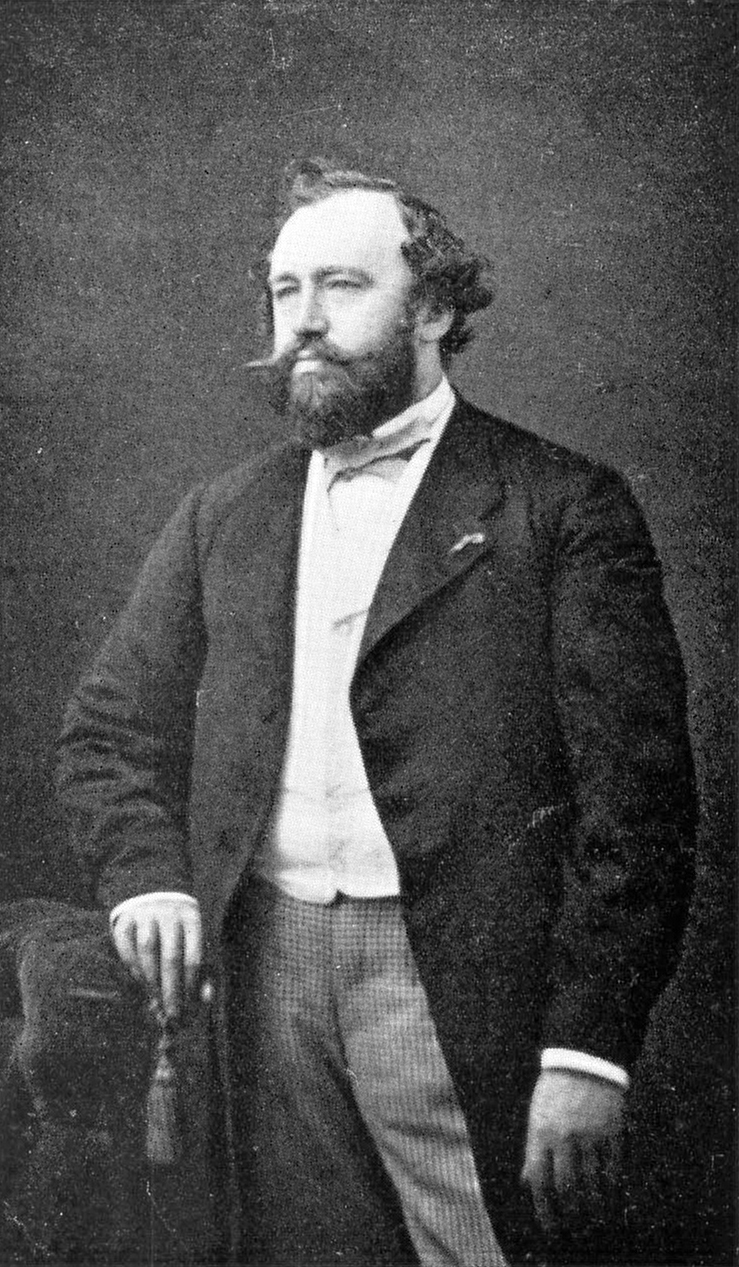
Adolphe Sax inventó el saxofón a mediados de la década de 1840.

El saxofón fue creado a mitad de la década de 1840 por Adolphe Sax, e introducido en la música orquestal por Jules Massenet en sus óperas Manon y Werther.
Adolphe Sax era un fabricante de instrumentos, flautista y clarinetista nacido en Dinant (Bélgica) que trabajaba en París. Mientras estaba trabajando en la tienda de instrumentos de su padre en Bruselas, Sax comenzó a desarrollar un instrumento que tenía la proyección de un instrumento de viento-metal con la movilidad de un instrumento de viento-madera. Otra prioridad era crear un instrumento que, aunque similar al clarinete, pero transitado una octava, a diferencia del clarinete, que eleva su altura doce tonos cuando transita. Un instrumento que transita una octava tendría idéntica digitación para ambos registros. Esto también permite a los saxofonistas hacer un mejor uso de los sobretonos.
Antes de su trabajo en el saxofón, Sax hizo varias mejoras al clarinete bajo, mejorando sus llaves y acústica y ampliando su registro inferior. Sax era también un fabricante de figles, en aquella época muy populares y que eran instrumentos de metal grandes y cónicos de registro grave con llaves similares a las de instrumento de viento madera. Su experiencia con estos dos instrumentos le permitió desarrollar las habilidades y las tecnologías necesarias para fabricar los primeros saxofones. Adolphe Sax creó un instrumento con una boquilla de caña sola como un clarinete, de cuerpo cónico de cobre como un figle y las propiedades acústicas de la flauta.
A principios de los años 1840, Sax había construido varios saxofones de diferente tamaño y recibió una patente de 15 años para el instrumento el 28 de junio de 1846. La patente abarcó a 14 versiones del diseño fundamental, dividido en dos categorías de siete instrumentos cada una, desde el sopranino al contrabajo. En el grupo previsto por Sax para obras orquestales, los instrumentos transpuestos afinados en fa o en do, mientras que para "banda militar" el grupo incluyó instrumentos que alternaban entre mi♭ y si♭. El saxofón soprano orquestal era el único instrumento que sonaba a una altura normal. Sax dio a todos los instrumentos un registro escrito inicial de si, por debajo del fa agudo tres líneas adicionales por encima del pentagrama, dando a cada saxofón un registro de dos octavas y media.
La patente de Sax expiró en 1866. A partir de entonces numerosos saxofonistas y fabricantes de instrumentos pusieron en práctica sus propias mejoras al diseño y llaves del instrumento. La primera modificación sustancial hecha por un fabricante francés consistió en una ligera ampliación de la campana y añadió una llave suplementaria para ampliar el registro hacia abajo en un semitono al si♭. Se sospecha que el propio Sax puede haber intentado esta modificación. Este suplemento fue adoptado en casi todos los diseños modernos.
El conjunto original de llaves de Sax era muy simplista y dificultó la interpretación de algunos pasajes legato y amplios intervalos sumamente difíciles de tocar. Entonces numerosos fabricantes añadieron llaves suplementarias y digitación alterna para hacer más sencilla la interpretación cromática. Mientras los primeros saxofones tenían dos aberturas de ventilación de octava separadas para facilitar la interpretación de los registros superiores, tal como hacen los instrumentos modernos, los intérpretes del diseño original de Sax tuvieron que manejar estas dos llaves de octava separadas con el pulgar izquierdo. Un avance sustancial en el conjunto de llaves del saxofón fue el desarrollo de un método por el cual ambos agujeros de tono son manejados por una llave de octava sola con el pulgar izquierdo, y que es ahora universal en todos los saxofones modernos.
Uno de los cambios más radicales efectuados al instrumento, aunque temporal, fueron las revisiones del conjunto de llaves del saxofón realizado en los años 1950 por M. Houvenaghel de París, que renovó completamente la mecánica del sistema para permitir una serie de notas (do♯, si, la, sol, fa y mi♭) para reducir un bemol con un semitono simplemente bajando el dedo corazón de la mano derecha. Esto permitía interpretar una escala cromática más de dos octavas simplemente interpretando la escala diatónica combinando alternativamente la subida y bajada de dicho dedo. Sin embargo, este conjunto de llaves nunca tuvo mucha popularidad y ya no está en uso.

## Miembros de la familia del saxofón

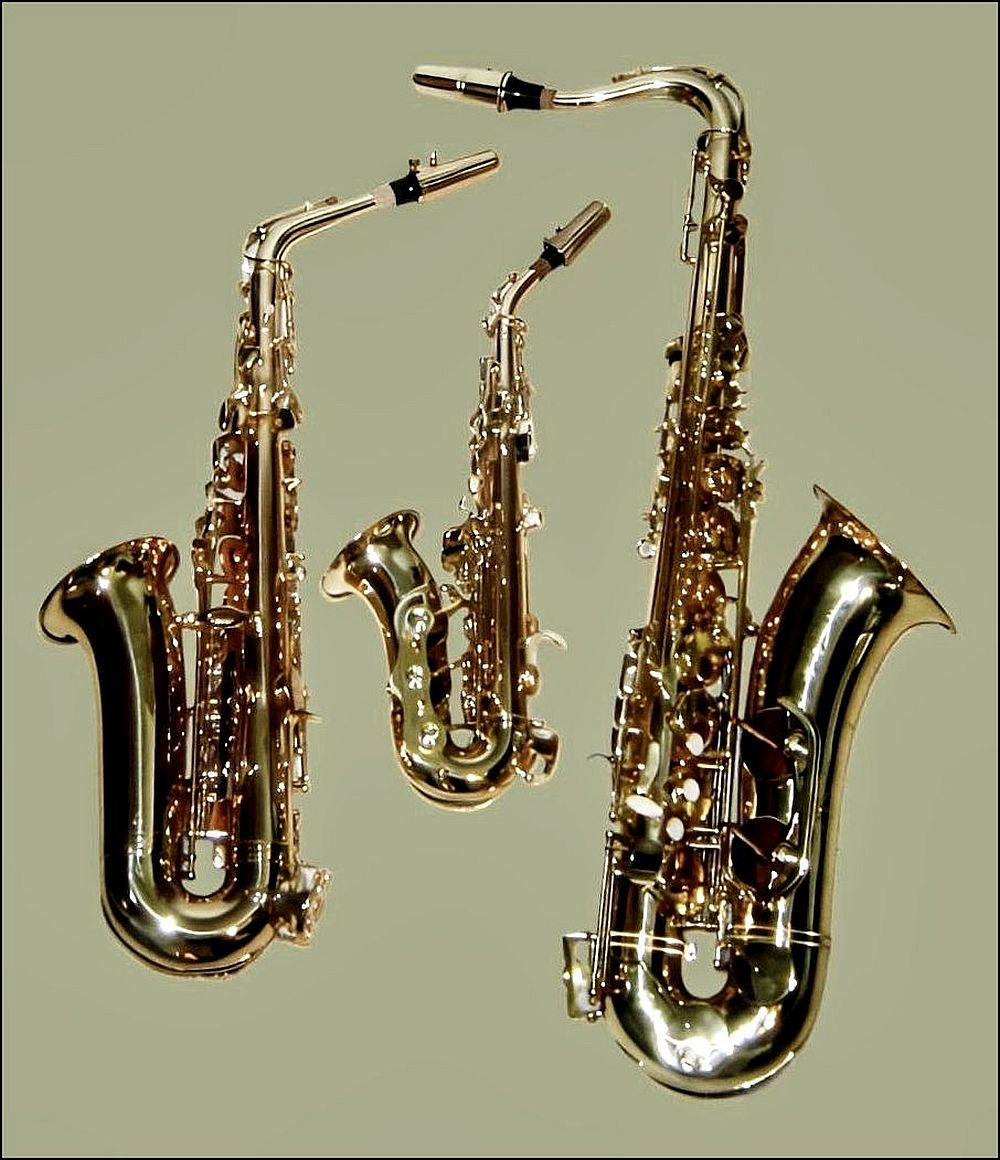
De izquierda a derecha, un saxofón alto en mi, un saxofón soprano curvado en si y un saxofón tenor en si.

El saxofón fue originalmente patentado como dos familias, cada una de siete instrumentos. La familia orquestal consistía en instrumentos afinados en do y fa, y la familia de banda militar en mi♭ y si♭. Cada familia constaba de un sopranino, un soprano, un alto, un tenor, un barítono, un bajo y un contrabajo. Adolphe Sax también proyectó un subcontrabajo, pero nunca llegó a realizarlo.

### Familia de banda de música
En la familia de banda de música, solo el soprano, alto, tenor y el barítono son de uso corriente (estos forman las típicas secciones de saxofón de ambas bandas, las militares y las big band). El saxofón bajo es a veces usado en bandas de música (especialmente música compuesta por Percy Grainger).
Casi todos los músicos empiezan aprendiendo con el saxofón alto, pasándose más tarde al tenor o al barítono una vez que hayan desarrollado ciertas aptitudes. El saxofón alto es el más popular entre los compositores clásicos y artistas; la mayoría de los saxofonistas clásicos se centraron en primer lugar en el alto. El soprano ha ido ganando cierta popularidad en las últimas décadas, gracias sobre todo a los trabajos del saxofonista de jazz John Coltrane en 1960. El soprano se tiene a menudo como más complicado de tocar o de mantener afinado. Aún se hacen unos pocos bajos, sopraninos y contrabajos; dirigidos principalmente a coleccionistas o para usos innovadores o de vanguardia, aunque son usados en raras ocasiones exceptuando los grandes conjuntos de saxofones.

### Familia orquestal
Los saxofones de la familia orquestal, no han tenido tanto éxito popular con la familia de banda de música. Adolphe Sax tuvo una rivalidad personal con el compositor alemán Wilhelm Wieprecht a quien hacía responsable en parte del completo fracaso del saxofón en la música orquestal. De esta familia, sólo el saxofón tenor y el soprano, ambos afinados en do y por tanto habilitados para poder interpretar fácilmente música compuesta para instrumentos de cuerda o canto, han llegado a alcanzar popularidad. El tenor en do, habitualmente conocido como saxofón melódico en do, fue muy popular entre los principiantes entre los años 1920 y principios de la década de 1930, porque los que tocaban no tenían que transportar. Aunque el instrumento fue popularizado por músicos como Rudy Wiedoeft y Frank Trumbauer, esto no le aseguró un lugar en el jazz o la música clásica. Los melódicos en do se siguieron fabricando a lo largo de 1930 después de que su popularidad inicial decayera, aunque se convirtieron en un artículo especial de encargo en los catálogos de algunos fabricantes. Estos instrumentos son tratados habitualmente como objetos de colección, si bien desde 1980 sólo unos pocos saxofonistas contemporáneos han comenzado a utilizar este instrumento de nuevo.
También a principios del siglo XX, el soprano en do (que afinaba un tono por encima del soprano en si♭) fue comercializado para aquellos que deseaban ejecutar partes de oboe en bandas militares y arreglos de vodevil e himnos litúrgicos. Los sopranos en 'do son fáciles de confundir con los sopranos corrientes (en si♭), ya que son solo aproximadamente dos centímetros más cortos. No se ha seguido produciendo ninguno desde finales de los años 1920. El saxofón mezzosoprano en fa (similar al alto moderno y producido por la firma estadounidense C. G. Conn durante el periodo de 1928-1929) es extremadamente raro; la mayoría de los ejemplares que aún quedan están en posesión de importantes coleccionistas. Adolphe Sax realizó algún prototipo de saxofón barítono en fa pero no se han llegado a construir. No se conocen otros ejemplares de saxofón bajo afinado en do, al margen del primer saxofón construido y exhibido por Sax a principios de los años 1840, o el sopranino en fa, a pesar de que Maurice Ravel realizó la instrumentación para dicho instrumento en su Bolero. El único saxofón alto conocido en fa fue fabricado por el mismo Sax y se sabe su existencia por el saxofonista canadiense Paul Brodie.

### Otros saxofones
El saxofón contralto fue desarrollado a finales del siglo XX por el fabricante de saxofones Jim Schmidt. Este instrumento es más grande. Junto con saxofones alto y tenor que son también producidos por Schmidt, tiene otro sistema de digitación, llamado digitación cromática. 
Como está basado en la escala cromática y cada de los diez dedos corresponde (en principio) a una llave, aquel sistema maximiza la coherencia táctil y lógica. Además, evita los problemas acústicos asociados con llaves cerradas debajo del primero agujero abierto. Varios prototípos han sido construidos y presentados en ferias industriales.
Por lo tanto, el citado contralto no se parece al saxofón melódico en do exceptuando la clave en la cual está afinado y su registro.
Las dificultades para construir un verdadero saxofón sopranissimo, también llamado soprillo, han quedado patentes ya que solo recientemente han podido empezar a construirse. Este saxofón del tamaño de un flautín está una octava por encima del soprano y su diminuto tamaño hace necesaria una llave de octava en su boquilla. El instrumento, que amplía la familia original de Sax elevando una octava completa más aguda que el saxofón soprano en si♭, fue fabricado por Benedikt Eppelsheim, de Múnich (Alemania). Existe un prototipo raro de saxofón tenor de varas, pero se llegaron a construir pocos. Una de las empresas que fabricó un saxofón soprano de varas fue Reiffel & Husted, de Chicago (Estados Unidos), alrededor del año 1922 (catalogado como NMM 5385).

### Instrumentos relacionados
Han aparecido numerosos instrumentos relacionados con el saxofón desde que Adolphe Sax presentara su trabajo original, la mayoría sin ningún éxito significativo. Se incluyen entre estos el saxello, similar al soprano recto pero con una ligera curvatura en el tudel y una campana inclinada; el alto recto; y el tenor recto (actualmente solo fabricados por L.A. Sax Company). Teniendo en cuenta que el tenor recto mide aproximadamente 1,5 metros de largo, el engorroso tamaño de semejante diseño dificulta dos cosas: tocarlo (especialmente cuando uno está sentado) y transportarlo. Los saxellos "King" (Rey), fabricados por H. N. White Company en la década de 1920, alcanzan en la actualidad un precio de 4000 dólares. Muchas compañías, incluyendo Rampone & Cazzani y Woodwind and Brasswind, están comerciando sopranos rectos con campana inclinada como saxellos (o "sopranos saxellos"). Dos de estas variantes fueron auspiciadas por el músico de jazz Rahsaan Roland Kirk, que llamó a su alto recto stritch y a su saxello modificado manzello. Este instrumento único tenía una campana más grande de lo habitual y un teclado modificado.
El tubax, desarrollado en 1999 por el fabricante de instrumentos alemán Benedikt Eppelsheim, reproduce el mismo registro y con la misma digitación que un saxofón contrabajo afinado en mi♭. Sin embargo, aunque es del mismo calibre es más estrecho que el saxofón contrabajo, haciéndolo un instrumento más compacto y con un sonido más "juncoso" (comparable al contrabajo de doble caña llamado sarrusofón). Puede ser interpretado con la boquilla y caña más pequeña (y más comúnmente disponible) del saxofón barítono. Eppelsheim también ha fabricado la tubax subcontrabajo afinada en do y en si♭, siendo este el saxofón más bajo que se haya construido. Entre los desarrollos más recientes se encuentra el aulocromo, un doble saxofón soprano inventado por el fabricante de instrumentos belga François Louis en 2001.
Otra variante inusual del saxofón fue el Conn-O-Sax, un instrumento recto afinado en fa (un tono por encima del alto en mi♭) con un tudel ligeramente curvado y una campana esférica. El instrumento, que combinaba el calibre y teclado del saxofón con una campana similar a la del heckelfón, intentaba imitar el timbre del corno inglés y fue producido solo entre 1928 y 1930. El instrumento tenía un registro que iba desde la bajo hasta sol alto.

### Saxofones de bambú
Aunque no son verdaderos saxofones, en el siglo XX se crearon versiones baratas para música tradicional fabricadas de bambú y sin llaves, construidas por fabricantes de Hawái, Jamaica, Argentina, Chile, Tailandia e Indonesia. En los países latinoamericanos se les llama "Saxofón Andino", aunque no tienen ninguna relación histórica, antropológica o tradicional con instrumentos del área como la Zampoña o la Quena. Lo único que tienen en común, es el material con que están construidos (aunque de hecho es común encontrarlos con afinaciones en Sol, al igual que la Quena). El nombre "saxo andino" parece deberse más a razones comerciales destinadas a los turistas.
El instrumento hawaiano, llamado xaphoon, es comercializado como el "saxo de bambú", aunque su forma taladro cilíndrico corresponde al de un clarinete (presenta sólo armónicos impares) y su ausencia de llaves a una flauta dulce. El exponente jamaicano más conocido y con un "saxofón" casero de bambú fue para el mento y realizado por el fabricante de instrumentos "Sugar Belly" (William Walker).
En Argentina se desarrollaron saxofones de bambú de cuerpo cónico escalonado desde 1985, con una o más llaves, y que utilizan las mismas lengüetas que los saxos convencionales.
En la región de Minahasa de la isla indonesia de Célebes, existen bandas enteras constituidas por "saxofones" de bambú e instrumentos de viento-metal de varios tamaños. Esos instrumentos son ingeniosas imitaciones de los instrumentos europeos fabricados con materiales locales. En Tailandia también se construyen instrumentos muy similares.

## Uso del saxofón

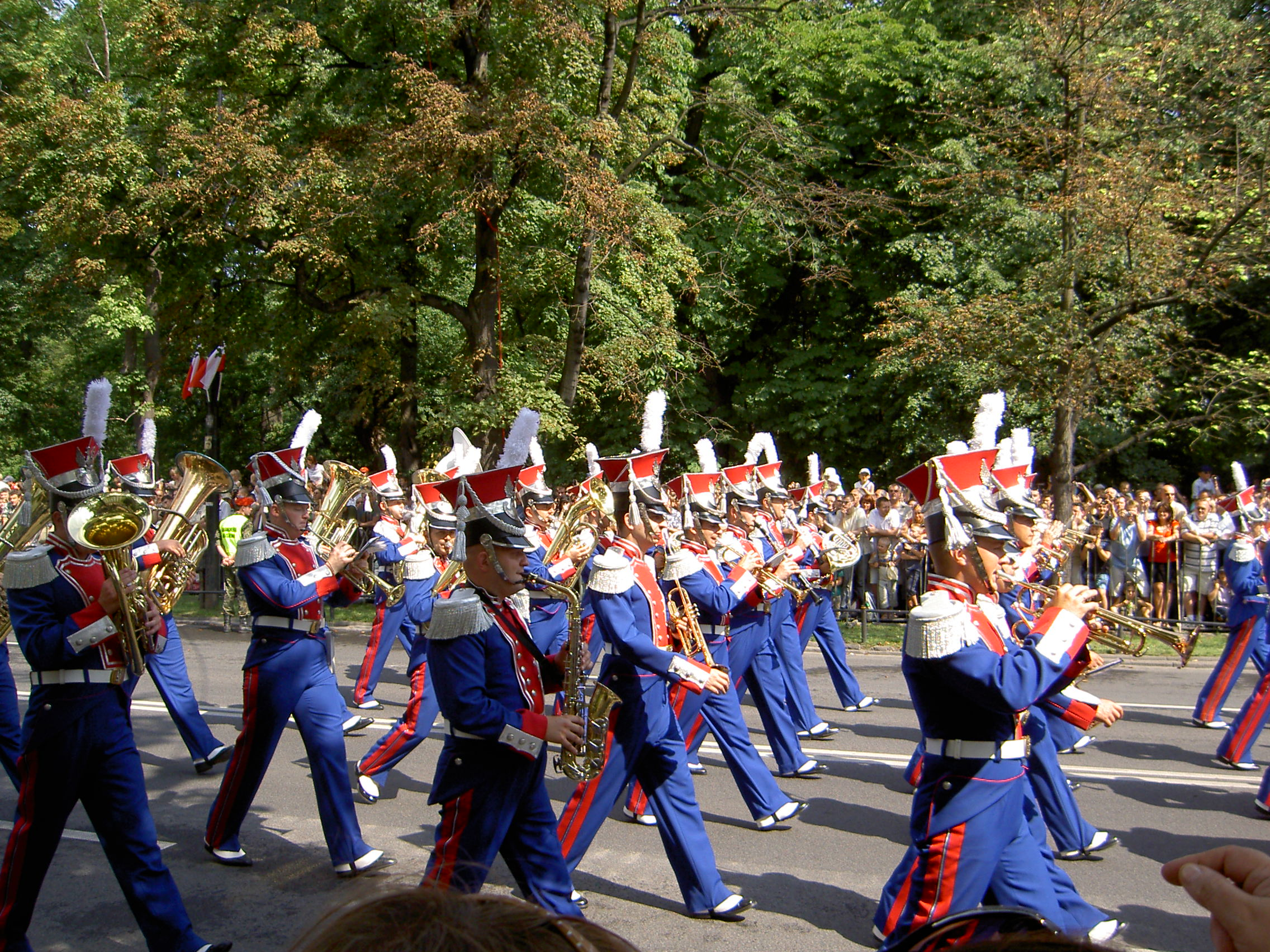
En el centro de la imagen, un saxofón alto durante un desfile de la banda militar del Ejército de Polonia con su uniforme de gala.

El saxofón ganó popularidad en primer lugar en el ámbito para el que fue diseñado: la banda militar. Aunque el instrumento fue ignorado por los académicos en Alemania, las bandas militares francesas y belgas aprovecharon plenamente las ventajas del instrumento que Sax había diseñado expresamente para ellos. La mayoría de las bandas militares francesas y belgas incorporan al menos un cuarteto de saxofones que comprenden al menos un barítono en mi♭, un tenor en si♭, un alto en mi♭ y un soprano en si♭. Estos cuatro instrumentos han demostrado ser los más populares de todas las creaciones de Sax. El resto de creaciones de Sax, como el contrabajo en mi♭ y el bajo en si♭ por lo general son considerados poco prácticos debido a su gran tamaño y el sopranino en mi♭ insuficientemente poderoso. Las bandas militares británicas tienden a incluir como mínimo un saxofón alto y otro tenor.

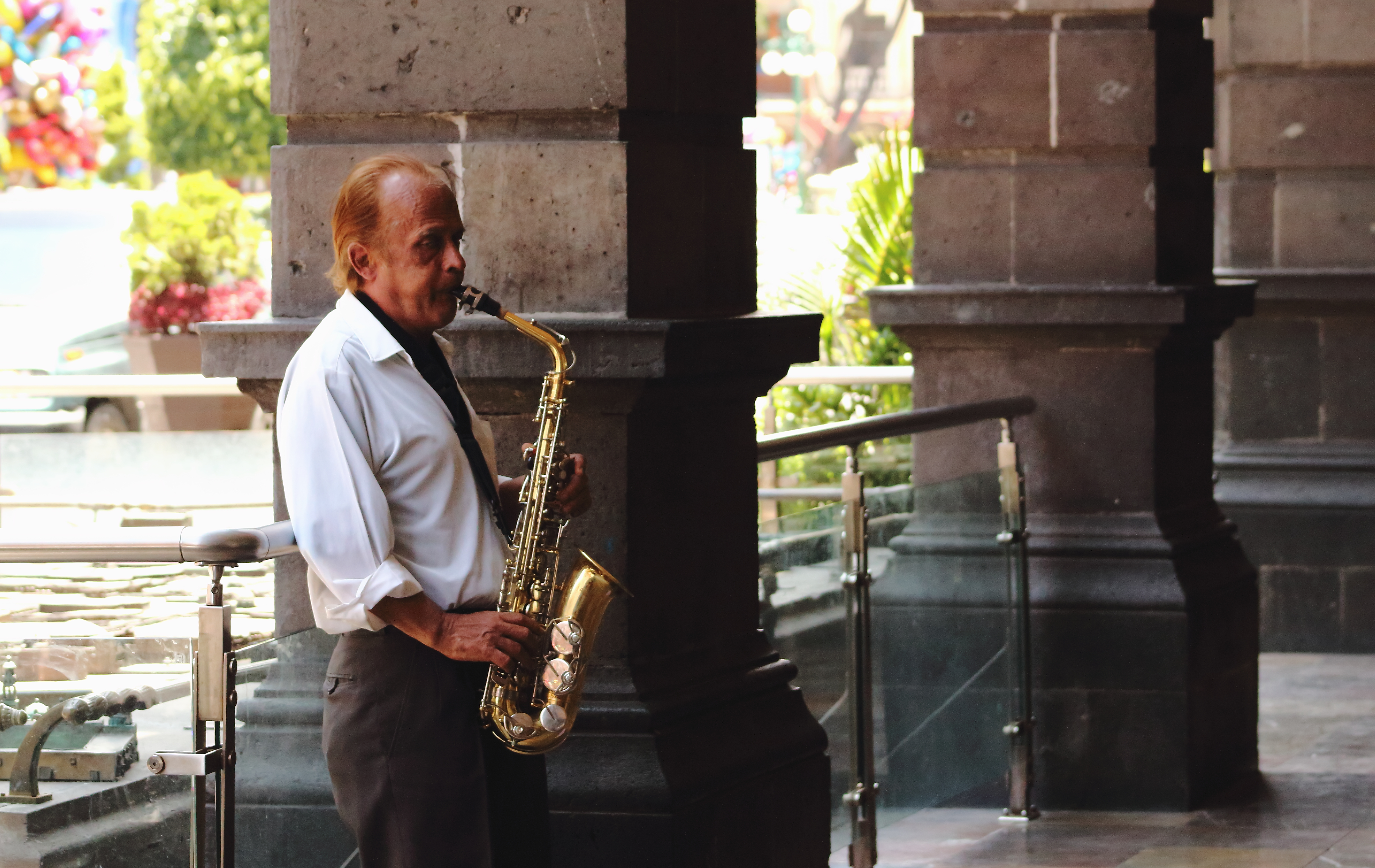
Hombre tocando una melodía con saxofón en Puebla, México.

Más recientemente, el saxofón ha encontrado un lugar tanto en la banda sinfónica como en la música de big band, que a menudo requiere el uso del barítono en mi♭, el tenor en si♭ y el alto en mi♭. El soprano en si♭ también es utilizado de vez en cuando y suele ser interpretado por el primer saxofonista alto. El saxofón bajo en si♭ es a veces usado en bandas militares (especialmente música compuesta por Percy Grainger) y orquestaciones de big band, sobre todo la música compuesta por Stan Kenton para la Mellophonium Orchestra. En los años 1920 el saxofón bajo fue usado a menudo en grabaciones de jazz clásico, ya que en aquel tiempo era más fácil poder grabarlo que una tuba o un contrabajo.[cita requerida] También fue usado en la partitura original (y la película) de Leonard Bernstein West Side Story. Tras la inclusión del saxofón en la orquesta sinfónica, el instrumento ha aumentado su popularidad. En cualquiera de sus tamaños, ha sido considerado un acompañamiento útil en géneros tan amplios como la ópera, la música coral y la música de cámara. Numerosos musicales incluyen partes para el saxofón, por lo general duplicando otro instrumento de viento-madera o de viento-metal. De este modo el saxofón sirve como un punto medio entre ambas familias, ayudando a fusionarlas.

### Conjuntos de saxofones

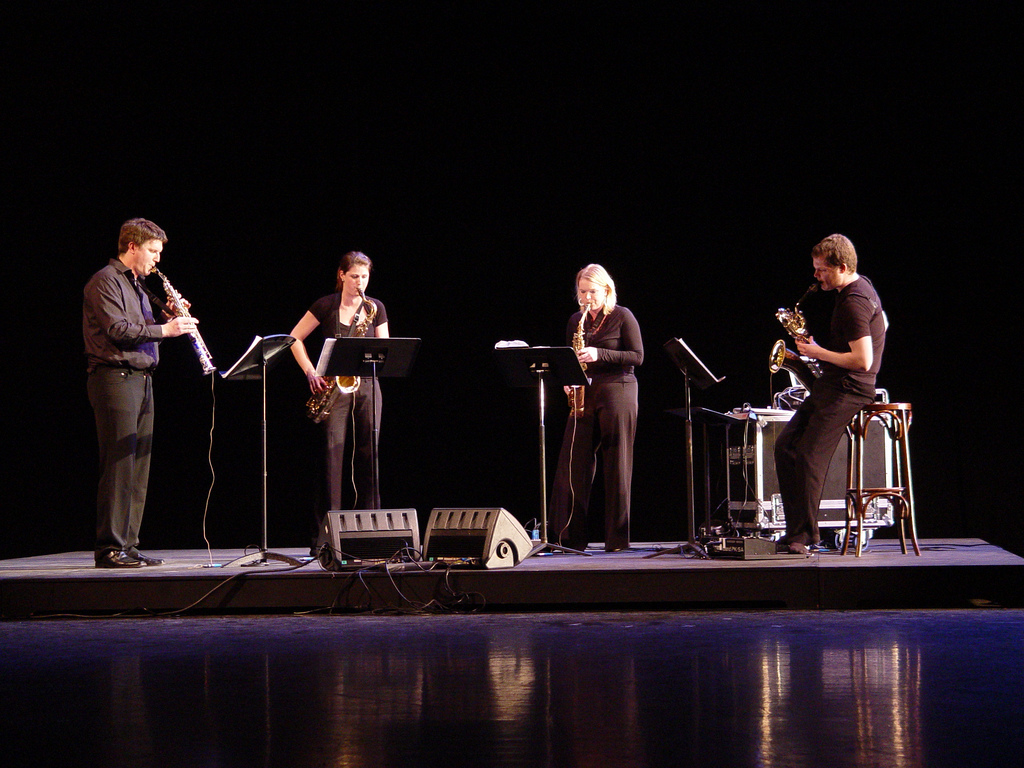
El cuarteto de saxofones Python Saxophone Quartet en la apertura del Heiner Goebbels Festival de 2008 en La Haya (Países Bajos).

El saxofón es mucho más conocido, e icónico, por su papel en la música jazz moderna. Por lo general, suele ser interpretado por un saxofonista solista acompañado por una sección de ritmo, aunque a veces puede formar un cuarteto o ser parte de una big band. Pero cabe resaltar que en Perú, en el valle del mantaro es ejecutada por orquestas y tomadas como patrón musical por autores y compositores.
El cuarteto de saxofón por lo general está compuesto por un saxofón soprano y un tenor en si♭ y un alto y un barítono en mi♭ (conocidos por las siglas SATB), aunque en ocasiones el soprano es sustituido por un segundo alto (conocidos por las siglas AATB). Algunos cuartetos profesionales de saxofón han destacado por tener una instrumentación no estándar, como el Alto Quartet de James Fei, compuesto por cuatro altos, y la Bluiett Baritone Nation de Hamiet Bluiett, con cuatro barítonos.
Existe un repertorio de composiciones clásicas y arreglos para la instrumentación SATB que remonta al siglo XIX, en particular de los compositores franceses que conocían a Adolphe Sax. Los cuartetos de saxofones Raschèr, Amherst, Aurelia, Amstel y Rova están entre los mejores grupos conocidos. Históricamente, los cuartetos dirigidos por Marcel Mule y Daniel Deffayet, profesores de saxofón en el Conservatorio de París, que comenzaron en 1928 y 1953, respectivamente, han sido muy recordados. El cuarteto de Mule es a menudo considerado el prototipo de todos los cuartetos futuros debido al alto nivel de virtuosismo demostrado por sus miembros y su papel principal en el desarrollo del repertorio para cuarteto. Sin embargo, ya existían cuartetos organizados antes del conjunto de Mule, como por ejemplo el primer cuarteto encabezado por Eduard Lefebre, antiguo saxofón solista de la banda de John Philip Sousa en Estados Unidos desde 1904 hasta 1911. Probablemente, también existieron otros conjuntos en esta época como parte de las secciones de saxofón de muchas bandas turísticas "de negocio" que existieron a finales del siglo XIX y comienzos del XX. A finales de la década de 1970, el World Saxophone Quartet se ha hecho conocido como un cuarteto de saxofón de jazz preeminente. El Rova Saxophone Quartet, ubicado en San Francisco, es destacado por su trabajo en los campos de la música clásica contemporánea y la música improvisada.
Existen algunos conjuntos con todos los saxofones más grandes, entre los que destaca la SaxAssault de nueve miembros, y Urban Sax, que incluye al menos a 52 saxofonistas. La Nuclear Whales Saxophone Orchestra de seis miembros posee uno de los pocos saxofones contrabajo en mi♭ e interpretan una variedad de piezas para conjunto, incluyendo "Casbah Shuffle"", un dúo para sopranino y contrabajo. En ocasiones, se realizan interpretaciones de grupos de más de 100 saxofonistas en convenciones de saxofones.

## Técnica

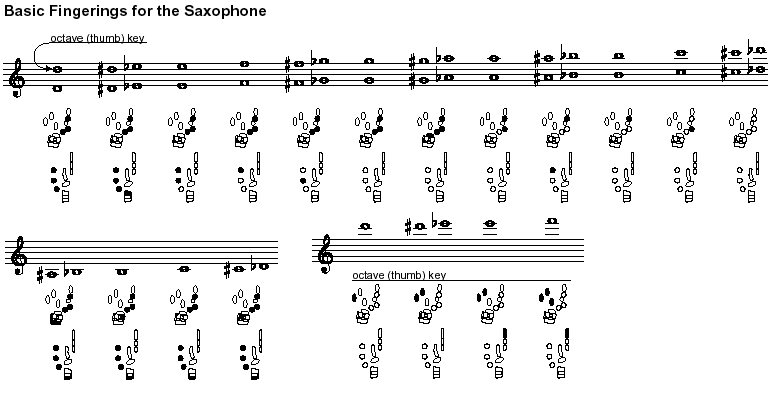
La digitación de un saxofón es la misma independientemente del tipo de saxofón que se esté usando. En la imagen se muestran las notas en clave de sol y la digitación correspondiente.

La técnica para tocar el saxofón es subjetiva y está basada en el estilo que se pretenda tocar (música clásica, jazz, rock, ska, funk, etc.) además del sonido que el músico tenga idealizado y pretenda alcanzar. El diseño del saxofón permite una increíble variedad de producción tonal y el sonido "ideal" y las llaves para producirlo son temas que alimentan acalorados debates. Sin embargo, hay una estructura básica subyacente que sustenta la mayoría de las técnicas. El instrumento también tiene una estructura de digitación que lejos de ser fija se acerca más a una amplia variedad de alternativas que en variados casos pueden producir el mismo tono utilizando digitaciones totalmente diferentes. Esta versatilidad única le permite al intérprete utilizar la digitación más conveniente dependiendo de la escala que esté utilizando o el tipo de música que en ese momento interpreta.

## Registro
La música para la mayor parte de saxofones está compuesta, por lo general, utilizando la clave de sol. El registro estándar escrito se extiende desde si♭3 (un tono por debajo del do central del piano) hasta fa o fa♯5 (tres líneas adicionales por encima del pentagrama). Hay unos modelos de saxofón soprano que tienen una llave para ejecutar el sol5 y varios modelos de saxofón barítono tienen un taladro ampliado y una llave para producir la2. También es posible interpretar la2 en cualquier saxofón tapando el final de la campana, por lo general con el pie o con la parte interna del muslo izquierdo. Las notas por encima de fa5 son consideradas parte del registro sobreagudo de cualquier saxofón y pueden ser producidas modificando la cavidad bucal y ayudándose de digitaciones especiales. El propio Adolphe Sax dominaba estas técnicas y demostró que el instrumento un registro escrito superior a las tres octavas, llegando a si2. Saxofonistas modernos como Lenny Pickett y John Zorn han ampliado este registro a más de 4 octavas en el saxofón tenor y alto respectivamente.
Como todos los saxofones usan el mismo sistema de llaves y tienen la misma digitación para producir una nota determinada, no es difícil para un intérprete experimentado cambiar entre varios tamaños de saxo cuando la música ha sido adecuadamente transpuesta. Como el barítono y el alto están afinados en lanzados en mi♭, los saxofonistas pueden leer la música escrita en clave de fa simplemente interpretándola como si estuviera escrita en clave de sol y añadiendo tres sostenidos a la armadura de clave. Este proceso, denominado "sustitución de clave", hace posible que el barítono o el alto puedan interpretar las partes escritas para el fagot, la tuba, el trombón o el contrabajo. Esto puede ser útil si una banda de música u orquesta carece de alguno de dichos instrumentos.

## Datos interesantes
En 1959, durante la represión política en la Unión Soviética, Mykyta Leontiev, residente de Dnepropetrovsk y ucraniano de ascendencia griega, fue reprimido por tener un saxofón en su casa. Anteriormente, su abuelo, sacerdote de la región de Yekaterinoslav, fue reprimido en 1920 por tener su propia granja. Los niños que adoptó fueron enviados a un orfanato.